# Milward L. Simpson
Milward L. Simpson (Jackson, 1897. november 12. – Cody, 1993. június 11.) az Amerikai Egyesült Államok szenátora (Wyoming, 1962–1967).